# George Barris (fotograf)

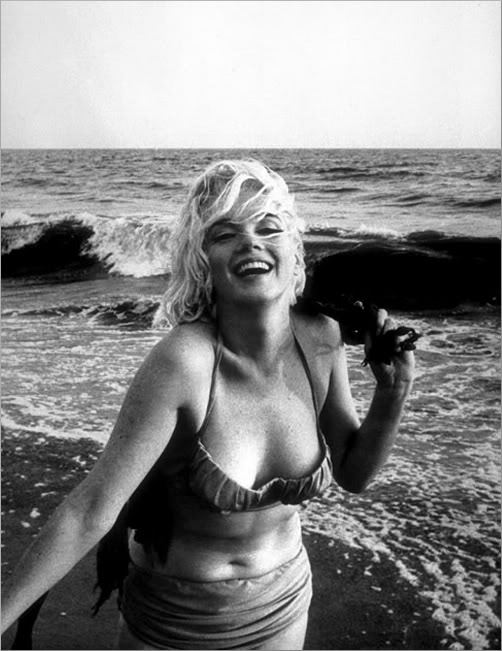
Marilyn Monroe na pláži Santa Monica, z kolekce pro časopis Cosmopolitan, červen 1962

George Barris (14. června 1922, New York – 30. září 2016, Thousand Oaks) byl americký fotograf a fotožurnalista  nejznámější svými fotografiemi Marilyn Monroe. Narodil se v New Yorku rumunským rodičům.

## Životopis
Barris měl celoživotní zájem o fotografii a jako mladý muž pracoval pro Úřad americké armády Office of Public Relations. Bylo publikováno mnoho jeho fotografií generála Dwighta D. Eisenhowera. Po válce se stal nezávislým fotografem a pracoval v Hollywoodu. Fotografoval mnoho hvězd padesátých a šedesátých let, včetně Elizabeth Taylorové během natáčení filmu Kleopatra, Marlona Branda, Charlieho Chaplina, Franka Sinatry, Clarka Gable nebo Steve McQueena.
Barris je zřejmě nejznámější díky spoluprací s Marilyn Monroe, kterou fotografoval v roce 1954 během natáčení snímku The Seven Year Itch, v roce 1962 na pláži Santa Monica a na Hollywood Hills v sérii, která se stala známou jako „Poslední fotografie“. Barris spolupracoval na knize s názvem Marilyn: Her Life In Her Own Words v době její smrti. Barris je známý tím, že pořídil poslední fotografii Monroe 13. července 1962. IHL (InHollywoodland) je jediným licenčním agentem George Barrise a pro jeho dceru Caroline je jediným zástupcem Georgebarrisphotos.com.
Barris zemřel 30. září 2016 ve věku 94 let.